# رضوان الحيمر
رضوان الحيمر (مواليد 22 أكتوبر 1973، الدار البيضاء) لاعب كرة قدم مغربي سابق، لعب كظهير أيسر في نادي الرجاء الرياضي. يُدرّب حاليا نادي اتحاد السوالم وقد حقّق مع نادي شباب الرياضي السالمي الصعود للقسم الأول ضمن البطولة الوطنية المغربية عام 2021.
حقّق الحيمر 16 لقبا طيلة مسيرته مع نادي الرجاء الرياضي، ويعتبر بذلك ثاني أنجح لاعب مغربي في التاريخ من حيث الألقاب بعد عبد اللطيف جريندو، الذي حصل على 19 لقبا.

## مسيرته

### الولادة والشباب
ولد الحيمر في 22 أكتوبر 1973 في حي درب السلطان الشعبي، وبالتحديد في "درب البلدية"، خطا خطواته الأولى في كرة القدم في سن مبكرة للغاية، مع أصدقائه في أزقة الحي.

### التكوين (1985-1993)
في عام 1985، التحق بمركز تكوين نادي الرجاء الرياضي، حيث كان يتدرب تحت إشراف عبد الرزاق الدغاي. وتدرّج في مختلف فئات النادي.

### البدايات (1993-1996)
تم استدعاؤه من قبل مزيان إيغيل للفريق الأول مرة، لمباراة ضد الدفاع الحسني الجديدي في موسم 1993-1994.
في 5 مارس 1995، أصبح رسميا تحت قيادة المدرب البلجيكي جان ثيسن، خلال الجولة 19 من موسم 1994-1995 ضد الفتح الرباطي، وفاز الرجاء بنتيجة 2-0.

### الانتصارات (1996-2006)
ساهم رضوان الحيمر في الانتصارات المتتالية والتاريخية للرجاء، وتمثّلت في ألقاب البطولة بين عامي 1996 و 2001، وكذلك كأس العرش سنة 1996، ودوري أبطال أفريقيا عامي 1997 و 1999، بالإضافة إلى العديد من الكؤوس الدولية: كأس الاتحاد الأفريقي، وكأس السوبر الأفريقي، والكأس الأفروآسيوية. سمح مستوى الحيمر الثابت مع الفريق باكتساب ثقة جماهير الرجاء والمدربين الذين تعاقبوا على رأس الفريق.
في 22 أغسطس 1999، في المباراة الأولى من دور المجموعات بدوري أبطال أفريقيا، سجل رضوان هدف الفوز ضد نادي هارتس أوف أوك الغاني، بفضل تمريرة في العمق من يوسف السفري.
في نهائي دوري أبطال أفريقيا 1999، لعب الرجاء ضد الترجي التونسي على ملعب المنزه في تونس. منذ الدقائق الأولى للمباراة، قدم الحكم لخصم الرجاء ركلة جزاء اعتبرها المعلقون الفرنسيون في يوروسبورت غير موجودة. بالإضافة إلى ذلك، تلقى العميد جريندو، الذي اشتهر دائمًا بكونه لاعبًا حكيمًا، بطاقة حمراء مباشرة. ركلة الجزاء تصدى لها الحارس مصطفى الشاذلي، وأنهى الرجاء المباراة بدون أهداف بعشرة لاعبين وخلال ضربات الترجيح سجل الحيمر ركلة الجزاء بنجاح بتسديدة قوية من قدمه اليسرى. صدّ مصطفى الشاذلي ركلة شكري الواعر الأخيرة، وبالتالي تمكّن الرجاء من الفوز بدوري أبطال أفريقيا للمرة الثالثة..
خلال عام 2000، شارك الحيمر مع الرجاء، الممثل الوحيد لأفريقيا، في النسخة الأولى من كأس العالم للأندية. شارك رسميا في جميع المباريات الثلاث في المنافسة ضد ريال مدريد وكورينثيانز والنصر. أمام ريال مدريد، قدّم تمريرة حاسمة لمصطفى مستودع الذي سجّل الهدف الثاني في شباك إيكر كاسياس.
في 2003، خلال مباراة الإياب من كأس الاتحاد الأفريقي التي أُقيمت على ملعب نادي القطن، ساهم أداؤه في انتصار فريقه في هذه المسابقة. بعد انتصاره في لقاء الذهاب بهدفين لصفر، عاد الرجاء من غاروا بالتعادل 0-0، وبذلك حصل على اللقب الأفريقي.
في مسوم 2005-2006، فاز رضوان ببطولة دوري أبطال العرب خلال الموسم الأخير له من مسيرته الاحترافية، على الرغم من غيابه عن النهائي بسبب إصابة في الكاحل، حيث تم استبداله بزكرياء الزروالي.

### التدريب
في عام 2010، تم تعيينه مدربًا لنادي الشباب الرياضي السالمي برئاسة الرئيس بوشعيب بن الشيخ. بدأ الحيمر مشروعًا لتدريب وبناء فريق شاب مدعوم بعناصر ذات خبرة مدربة من قبل الأندية الكبرى، بما في ذلك الرجاء.
في نهاية موسم 2017-2018، تصدّر القسم الثالث مع النادي، وصعد بذلك إلى القسم الثاني لأول مرة في تاريخه.
يعتبر موسم 2020-2021 تاريخيا بالنسبة للنادي الذي تأسس عام 1984، فبعد 11 عاما على تدريبه للفريق، حقق رضوان الحيمر الصعود للقسم الأول.

## الألقاب

### كلاعب
الرجاء الرياضي (16 لقبا)
- الدوري المغربي (7)
  - البطولة: 1995-96، 1996-97، 1997-98، 1998-99، 1999-00، 2000-01، 2003-04
  - الوصافة: 2002-03، 2004-05

- كأس العرش (3)
  - البطولة: 1995-96، 2001-02، 2004-05

- دوري أبطال أفريقيا (2)
  - البطولة: 1997، 1999
  - الوصافة: 2002

- الكأس الأفرو آسيوية (1)
  - البطولة: 1998

- كأس السوبر الأفريقي (1)
  - البطولة: 2000
  - الوصافة: 1998

- كأس الاتحاد الأفريقي (1)
  - البطولة: 2003

- دوري أبطال العرب (1)
  - البطولة: 2005-06
  - الوصافة: 1996

- دورة الصداقة الدولية
  - البطولة: 2004
  - الوصافة: 2001

### كمدرب
الشباب الرياضي السالمي
- الدوري المغربي (القسم الثاني)
  - المركز الثاني: 2020-21

- الدوري المغربي (القسم الثالث)
  - المركز الأول: 2017-18

## روابط خارجية
- رضوان الحيمر على موقع الاتحاد الدولي (مؤرشف)  (الإنجليزية)
- رضوان الحيمر على موقع قاعدة بيانات كرة القدم.إي يو (الإنجليزية)
- رضوان الحيمر على موقع Soccerway.com (الإنجليزية)
- رضوان الحيمر على موقع كووورة